# Christian Knud Frederik Molbech
Christian Knud Frederik Molbech (Copenaghen, 20 luglio 1821 – 20 maggio 1888) è stato un traduttore, poeta e scrittore danese.
Figlio del drammaturgo Christian Molbech, fu chiosatore di Dante Alighieri (Dante, 1852) e traduttore delle opere di questi. Fu inoltre autore di importanti liriche come Crepuscolo (1851) e Scritti poetici (1863). Suo il lavoro teatrale Ambrosius centrato sulla figura del poeta danese Ambrosius Stub e della canzone Roselil og hendes Moder.
Gli si deve il merito dell'introduzione in Danimarca dello studio di Dante.